# Kemurikusa
Kemurikusa (ケムリクサ?, lett. "Macchina del fumo"), resa graficamente come kemurikusa., è una serie televisiva anime del 2019 tratta dall'ONA omonimo pubblicato tra il 2010 e il 2012. La serie è stata prodotta dallo studio Yaoyorozu ed è stata la sua ultima realizzazione prima del suo scioglimento nello studio 8million nel 2020.

## Trama
In un mondo postapocalittico in cui quasi ogni forma di vita sembra estinta, le tre sorelle Rin, Ritsu e Rina (quest'ultima divisa in più "emanazioni"), dall'aspetto di ragazze con i capelli color rosso magenta, cercano di sopravvivere spostandosi da un'isola all'altra alla ricerca di acqua dolce, cercando di evitare la letale nebbia rossa e gli attacchi degli akamushi, robot ostili simili a insetti, facendo affidamento sulle kemurikusa, foglie trasparenti eccetto per le venature prodotte da una pianta semovente. Un giorno, davanti a loro si materializza Wakaba, uno strano ragazzo che non ricorda nulla del suo passato. Preso inizialmente per un insetto di nuovo tipo, Wakaba col tempo riesce a guadagnarsi la fiducia delle sorelle grazie all'aiuto che porta loro nel combattere gli insetti e nello scoprire nuovi poteri delle kemurikusa.
Quando, durante le esplorazioni delle isole, rimane isolato dalle tre sorelle, s'imbatte anche in altre due che erano state date per morte e che avevano evitato di palesarsi nuovamente, pensando che sarebbero state più utili sorvegliandole e aiutandole da lontano a loro insaputa. Alla fine, grazie all'intraprendenza e all'abnegazione di Wakaba, una nuova realtà si schiude davanti a loro.

## Personaggi
Rin (りん,凛?)
Doppiata da: Hiyori Koharu (ONA) e Mikako Komatsu (serie TV)
La protagonista della serie, sorella di mezzo delle sei. Le sue caratteristiche sono una vista acuta, la velocità e la rigenerazione degli arti. Indossa una tuta da motociclista con una sciarpa bianca, e porta i capelli raccolti in una coda alta. In seguito alle morti delle sue sorelle maggiori Ryoku, Ryo e Riku, Rin dedica tutta sé stessa a condurre le sue sorelle rimaste alla salvezza, scarificando quando necessario la propria sicurezza a loro vantaggio. È la più silenziosa e seriosa delle sei sorelle, benché Ritsu dica che un tempo, prima delle morti delle sorelle maggiori, aveva una personalità molto più allegra e spavalda. Inizialmente prudente e diffidente verso Wakaba, Rin impara presto ad apprezzarlo per la sua gentilezza e disponibilità ad aiutare le sorelle. Tuttavia nasconde i suoi crescenti sentimenti di affetto per lui. Il suo corpo è un vettore per la "Foglia della Memoria", che diventa la chiave per scoprire l'origine delle sorelle e la storia diWakaba con la kemurikusa.
Ci sono alcune differenze nel personaggio di Rin tra l'ONA originale e l'adattamento televisivo. Nell'ONA parla un po' di più, sebbene abbia comunque una personalità stoica. Mostra anche di avere dei ricordi molto intensi delle morti delle sue sorelle, che sono menzionate solo brevemente nella serie. Come aspetto, i suoi occhi sono color viola chiaro nell'ONA, in cui porta una sciarpa verde con la tuta. L'ONA la mostra anche mentre sua i poteri della kemurikusa verde come un raggio laser per colpire degli oggetti. In origine aveva un potere che le permetteva di avere visioni premonitrici delle morti delle sorelle, ma questo è stato omesso nella serie televisiva.
Wakaba (わかば,若葉?)
Doppiato da: Yū Hōkōji (ONA) e Kenji Nojima (serie TV)
Coprotagonista della serie, Wakaba è un misterioso essere umano che un giorno compare improvvisamente davanti a Rin, Ritsu e Rina. Indossa una maglietta bianca e verdee ha capelli castani arruffati. È una persona molto nervosa e ansiosa, ma dimostra anche umiltà, coraggio e prontezza di spirito. Wakaba non ha memoria di dove provenga o di che cosa gli sia accaduto in passato. Le sorelle sospettano inizialmente che egli sia una forma umanoide avanzata degli insetti rossi quando vedono il suo sangue, rosso come quello di tutti gli esseri umani, ma scartano quest'ipotesi quando si rendono conto che è fisicamente debole. Wakaba scopre accidentalmente che la sua abilità speciale consiste nello sbloccare i poteri di tutte le kemurikusa. Ciò è d'interese per le sorelle, che perciò gli permettono di unirsi a loro nel viaggio, sebbene Rin continui a lungo a diffidare di lui. Ciononostante, Wakaba ammira molto Rin e fa del suo meglio per aiutare le sorelle, compiendo più volte azioni temerarie per combattere gli insetti rossi. Si percepisce che ha un interesse sentimentale per Rin, ma è anche intimorito da lei ed è cauto nel mostrare affetto o fare dei complimenti.
Quando Wakaba sblocca la Foglia della Memoria di Rin, si scopre che in passato aveva compiuto delle ricerche sulle kemurikusa, ragion per cui è capace di usare inconsciamente le foglie nel presente. Il compito di Wakaba era di raccogliere le kemurikusa e usarle per creare edifici e strutture di vario tipo. Era amico della "Prima Persona", Riri, che creò gli insetti rossi nel tentativo di permettere a Wakaba di avere più tempo libero per giocare con lei.
Il suo character design nell'ONA è drasticamente differente da quello che ha nella serie televisiva. Nell'ONA Wakaba porta i capelli molto corti e veste un maglione bianco fuori misura col dolcevita e maniche a strisce grigioverdi. A differenza che nella serie televisiva, in cui è piuttosto goffo e timido, nell'ONA ha riflessi pronti e non si spaventa facilmente.
Ritsu (りつ,律?)
Doppiata da: kokko (ONA) e Arisa Kiyoto (serie TV)
Sorella maggiore di Rin e Rina, a capo del trio di sorelle. Non è chiaro se sia effettivamente la maggiore, o se Rin e "le Rina" la definiscano così solo perché ha acquisito coscienza di sé per prima. Ritsu ha orecchie da gatto color magenta come i suoi capelli, e porta una veste da miko. I suoi poteri speciali sono l'udito e la capacità di controllare l'albero delle kemurikusa per trarne un aiuto nei combattimenti e negli spostamenti. Le sue orecchie da gatto su possono staccare dalla testa e spostarsi per lunghe distanze lungo le radici dell'albero di kemurikusa. Ritsu ha scoperto la pianta di kemurikusa quando si è svegliata, e l'ha nutrita fino a farla diventare un forte albero che fornisce alle sorelle le kemurikusa verdi per i combattimenti e la guarigione. Per questo motivo ha un fortissimo legame con l'albero e non l'abbandona mai. L'albero è legato a una vecchia vettura tranviaria, e le radici fungono da trampoli per trasportarlo anche al di fuori dei binari. È un poì più debole delle altre sorelle, avendo sempre occhiaie e occasionali attacchi di tosse. Non compie grandi spostamenti a piedi, preferendo restare nella vettura tranviaria o spostarsi usando le radici dell'albero, che sfrutta anche in combattimento. A dispetto delle sue cattive condizioni di salute, Ritsu è ottimista, premurosa, responsabile, e ha la testa sulle spalle. Aiuta le sue sorelle a prendere decisioni razionali in tutto il viaggio. È conscia di quanto Rin sacrifichi della propria felicità per il bene comune, e l'esortaand a pensare a sé ogni tanto. Ritsu è anche la prima ad intuire che Rin e Wakaba si preoccupano molto l'uno dell'altra.
Le sue caratteristiche cambiano molto passando dall'ONA alla serie televisiva. Nel primo, Ritsu ha capelli rosa lisci e orecchie da gatto dello stesso colore della pelle. Il suo vestito da miko non è presente, e indossa invece una tuta biancoverde con un cappuccio nero. Nell'ONA non ha problemi di salute, ed esprime ira e violenza se vede minacciati coloro che ama. Quando controlla l'albero delle kemurikusa per combattere, si trasforma in una pallida versione di sé stessa dall'aspetto demoniaco, con occhi rosa fosforescenti. Ha anche il potere della levitazione, e la sua personalitù è giocosa e sottilmente pericolosa. Una sua caratteristica più felina è quella di terminare tutte le frasi pronunciando "nya" o "nyan". Questa viene smorzata nella serie televisiva, nella quale solo raramente termina le sue frasi con "nya". Poiché l'ONA originale ha luogo in un mondo più avanzato tecnologicamente rispetto alla serie, Ritsu è caratterizzata anche come la sorella che ne sa di più in ambito tecnologico.
Rina (りな,鳴?)
Doppiata da: Neko Sakura (ONA) e Tomomi Jiena Sumi (serie TV)
La più giovane delle sorelle, che indossa un costume da cameriera. Originariamente un solo individuo, si divide in sei versioni più piccole di sé stessa per evitare di essere ferita durante i combattimenti; ogni versione in miniatura ha il suo nome (Rinaji, Rinayo, Rinacchi, Rinamu, Rinazo e Rinako) e una personalità che si distingue sottilmente. In entrambe le versioni animate della storia, Rinako viene uccisa da un insetto rosso nel primo episodio, e si suppone che Rinazo sia morta prima dell'inizio, ma le altre quattro Rina non sono condizionate da queste perdite. Rina ha una personalità molto infantile, curiosa e giocosa. Il suo potere speciale è il gusto, ed è solita rovistare tra i ferrivecchi per cercare del metallo con cui soddisfare il suo grande appetito. Mangiare i ferrivecchi rende le Rina molto forti a dispetto della loro piccola corporatura, ed esse possono anche trasformare le decorazioni dei loro vestiti da cameriere in armi o sonde per l'esplorazione. Alla prima comparsa di Wakaba sono sia preoccupate che curiose, e desiderano mangiarlo per verificare l'effetto che ciò avrebbe su di loro. Tuttavia, presto emerge la loro personalità gentile, sebbene continuino a farsi gioco della sua goffaggine e timidezza durante tutta la serie.
La Rina della serie televisiva corrisponde in gran parte alla sua controparte dell'ONA, con le sole differenze dell'altezza e dell'abbigliamento. Nell'ONA, Rina non è così infantile nell'aspetto (sebbene lo sia caratterialmente) ed è alta tanto quanto Rin. Il suo abbigliamento nell'ONA non prevede parti staccabili, ma ha invece dei disegni verdi di circuiti elettrici sulla gonna. Vi veste anche calze a strisce neroverdi, particolare assente nella serie televisiva.
Riku (りく,陸?)
Doppiata da: Neko Sakura (ONA) e Kanna Tensawa (serie TV)
Una delle sorelle più anziane, che si presumeva morta prima dell'inizio della serie; tuttavia, Wakaba la trova viva e in buona salute sull'Isola 6. Racconta a Wakaba di essersi staccata dalle sue sorelle per indagare il mondo in cui si trovano e ricercare il rapporto che lega le kemurikusa e gli akamushi. Riku indossa un vestito nero con cappuccio, una sciarpa rossa, e raccoglie i suoi corti capelli magenta in codini. Era considerata la più goffa e avventata delle sei sorelle, al punto che le altre la usano come termine di paragone con Wakaba. Ciononostante, è anche molto coraggiosa e avventurosa, scoprendo nuove risorse per le sue sorelle e le minacce degli akamushi. Il suo potere speciale è il tatto, e riesce a ad acquisire molte informazioni toccando semplicemente gli esseri viventi. Combatte usando la kemurikusa verde per sprigionare i suoi poteri elettrici. Come Wakaba, Riku è molto interessata nel reperire e le kemurikusa e imparare su di loro. Probabilmente a causa del suo potere del tatto, è stata l'unica sorella a comprendere come sbloccare i poteri delle varie kemurikusa, e insegna a Wakaba molti dei trucchi che ha imparato.
Il personaggio di Riku cambia radicalmente passando dall'ONA alla serie televisiva. Nell'ONA indossa una tuta completamente nera, scarpe Mary Jane rosa, e raccoglie i suoi capelli dello stesso colore in sei treccine. I suoi denti sono acuminati, e ha un atteggiamento piuttosto aggressivo quando si separa dalle sue sorelle.
Ryō (りょう,稜?)
Doppiata da: Yūna Mimura (ONA)
La maggiore delle sei sorelle, che si presumeva morta prima dell'inizio della serie. Compare quasi alla fine della serie sull'Isola 8 per aiutare nella battaglia contro gli insetti rossi. Ha capelli color magenta raccolti in una treccia, e indossa un qipao nero senza maniche con ricami magenta. I suoi poteri speciali sono l'olfatto e una forza eccezionale, sebbene ritenga che Rin sia in realtà più forte di lei. Combatte gli insetti rossi usando un tubo con una kemurikusa legata a un'estremità. Il suo carattere è molto rilassato e alla mano, tuttavia ama combattere e si eccita al suo solo pensiero. Tuttavia, ha anche una vena pacifista, ed era solita esortare le sorelle a combattere usando le proprie capacità piuttosto che fare affidamento sulla kemurikusa verde. Rivela a Wakaba che sta lentamente morendo a causa di una debolezza permanente che l'ha presa dopo aver combattuto i Nushi, versioni degli insetti rossi estremamente grandi e ostili. Ryo era il vettore originale della Foglia della Memoria Leaf, che però ha poi trasferito a Rin per aiutarla a rafforzarsi. Dopo di ciò, ha cominciato a scambiare il corpo con la sorella Ryoku per conservare l'energia.
Ryoku (りょく,綠?)
Doppiata da: Akira Sekine
La sorella più giovane, con occhiali e capelli lunghi. Ha la capacità di scambiare il corpo con Ryo.
Shiro (しろ,白?)
Un piccolo insetto bianco benevolo che segue Wakaba e aiuta le sorelle nel loro viaggio.
Riri (りり?)
Akagi (あかぎ,赤木?)

## Media

### ONA
La storia fu realizzata inizialmente come un original net animation (ONA) in due parti tra il 2010 e il 2012, dal regista Tatsuki e dal suo gruppo d'animazione irodori costituito da tre persone.

### Serie televisiva
Il 28 ottobre 2017 Tatsuki annunciò che stava assumendo disegnatori di sfondi per un nuovo progetto. Tatsuki e l'irodori annunciarono il progetto di un nuovo anime televisivo con un volantino al Comiket il 29 dicembre 2017. L'11 febbraio 2018, durante lo "Yaoyorozu Status Update Talk Event" allo Shinjuku Alta Theater di Tokyo, si annunciò che il progetto sarebbe stato un attamento televisivo di Kemurikusa, e che sarebbe stato diretto da Tatsuki e animato dallo Yaoyorozu. Gli altri due membri dell'irodori, Yoshihisa Isa e Yūko Shiromizu, avrebbero ricoperto i rispettivi ruoli di direttore delle animazioni e direttore artistico, mentre Yoshitada Fukuhara sarebbe stato il produttore dell'animazione. La prima puntata andò in onda il 9 gennaio 2019 sulla Fuji Television e altri canali, e su Amazon Prime Video per lo streaming. Tatsuki aveva caricato degli episodi brevi sul suo profilo Twitter: lo "0.5" il 31 agosto 2018, lo "0.6" il 31 ottobre, lo "0.7" il 30 novembre, lo "0.8" il 31 dicembre e lo "0.9" il 2 gennaio 2019.
In Italia la serie è stata distribuita per lo streaming da Amazon Prime Video con la possibilità di attivare i sottotitoli in italiano.
La cantante Nano eseguì la sigla iniziale KEMURIKUSA. La sigla finale INDETERMINATE UNIVERSE fu eseguita da Hatsune Miku e dalle doppiatrici di Rin, Rina e Ritsu (indicate semplicemente come "Kemurikusa" nei crediti). La serie consta di 12 episodi.

### "Episodio 12.1"
Il 3 aprile 2019, Tatsuki caricò su Twitter un mini-episodio indicato come "12.1", come seguito della conclusione dell'anime. Mostra Ryoku, Ryo e Riku cresciute.

## Accoglienza
L'ONA vinse il 24º CG Anime Contest.